# Cantón de Foix-Rural
El cantón de Foix-Rural era una división administrativa francesa, que estaba situada en el departamento de Ariège y la región de Mediodía-Pirineos.

## Composición
El cantón estaba formado por veinticuatro comunas:
- Arabaux
- Baulou
- Bénac
- Brassac
- Burret
- Celles
- Cos
- Ferrières-sur-Ariège
- Freychenet
- Ganac
- Le Bosc
- L'Herm
- Loubières
- Montgaillard
- Montoulieu
- Pradières
- Prayols
- Saint-Jean-de-Verges
- Saint-Martin-de-Caralp
- Saint-Paul-de-Jarrat
- Saint-Pierre-de-Rivière
- Serres-sur-Arget
- Soula
- Vernajoul

## Supresión del cantón de Foix-Rural
En aplicación del Decreto n.º 2014-174 de 18 de febrero de 2014, el cantón de Foix-Rural fue suprimido el 22 de marzo de 2015 y sus 24 comunas pasaron a formar parte; trece del nuevo cantón de Valle de Ariège, cinco del nuevo cantón de Foix, cuatro del nuevo cantón de Sabarthès y dos del nuevo cantón de País de Olmes.